# Finette Agyapong
Finette Agyapong (1 de febrero de 1997) es una deportista de Reino Unido que compite en atletismo. Ganó una medalla de plata en el Campeonato Europeo de Atletismo Sub-23 de 2019, en la prueba de 4 × 400 m.